# Igor Block
Igor Block (n. 18 septembrie 1918, Sociteni, județul Lăpușna, Basarabia – d. 4 februarie 1988, București, România) a fost un poet și traducător român.
Și-a început activitatea colaborând la revista de ”direcție literară, artistică și culturală” Cuget Clar,
condusă de Nicolae Iorga.
Igor Block a tradus mai multe lucrări din limba rusă, cum ar fi Ogorul mamei (1965) de Cinghiz Aitmatov, Țara norilor purpurii, Întoarcerea - Amiaza veacului al XXII-lea (1964, de Arkadi și Boris Strugațki), Kumbi,  Pelerinul și timpul (1966, de Ghenadi Gor), Ultima orbită (1967, de Vladimir Șitik), Legendele căpitanilor stelari (1962, de G. Altov), Formula nemuririi (1967, diverși autori)., Galoșul (1968, de Mihail Zoșcenko).
A publicat volumele de versuri Poeme (1940), Calea
cu Spini (1941) și alte poezii cuprinse într-un volum colectiv de versuri, intitulat Dragostea
văzută de poeți (1939).

## Biografie
Igor Block, fratele mai mare al poetului Mircea Block, s-a născut într-o familie de intelectuali
români. Tatăl său, Heinrich BLOCK (1890-1956), a fost un cunoscut scriitor, traducător și
publicist român de etnie germană. Heinrich Block s-a născut în 1890, în localitatea Heilbronn
(populată cu etnici germani) din Crimeea. Mama sa, Maria Block (Frunză) a fost cântăreață de
muzică populară. Maria Block s-a născut la Chișinău în 1892. În 1919, familia Block s-a
mutat la București. Igor Block a absolvit Facultatea de Drept a Universității din București.

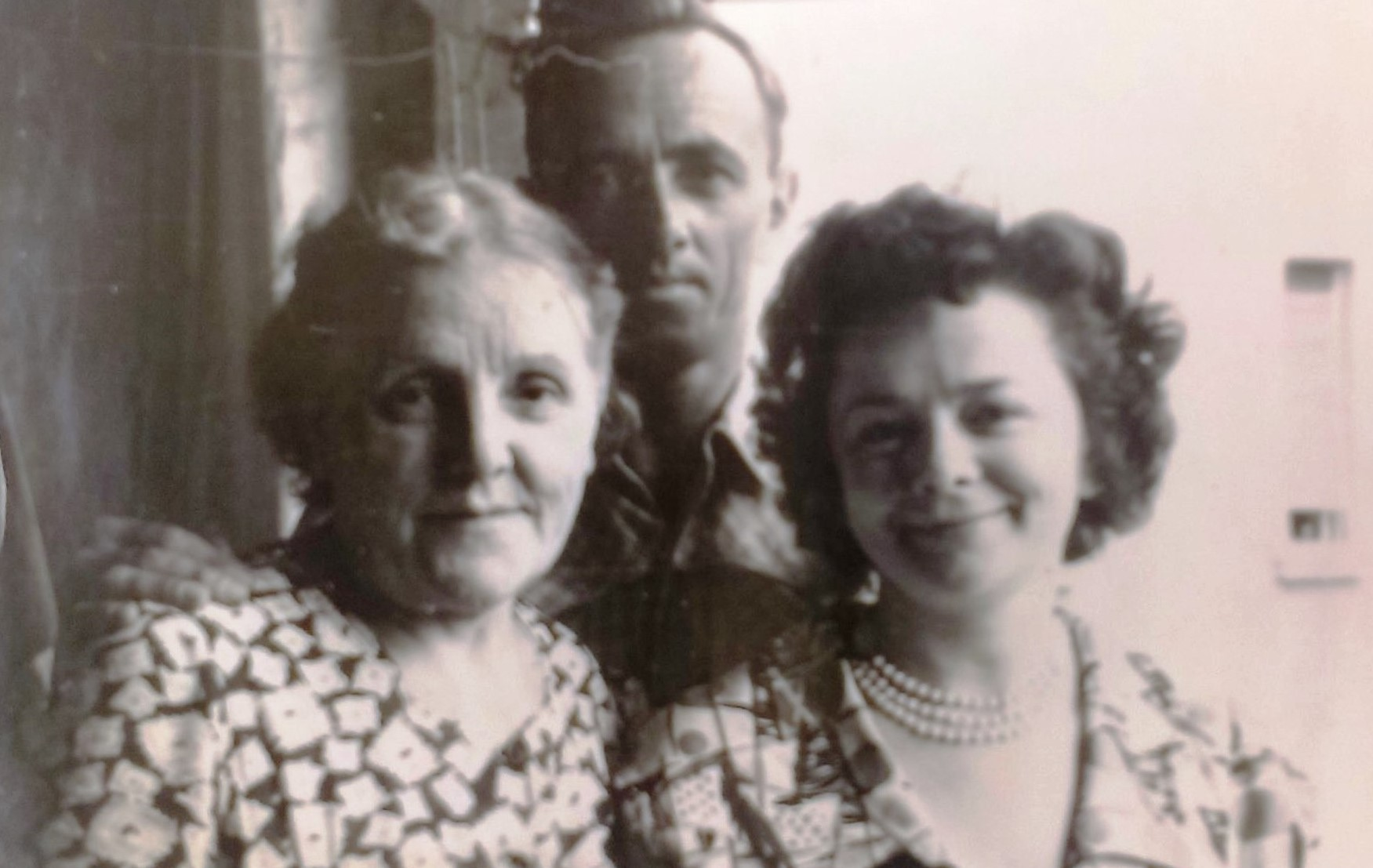
Poză de familie: Maria Block, Igor Block și Angela Moldovan, București, 1962.

Pe cei doi frați – Igor Block și Mircea Block – i-a legat o prietenie strânsă, își împărtășeau de
fiecare dată tot ce ținea de creațiile lor literare.

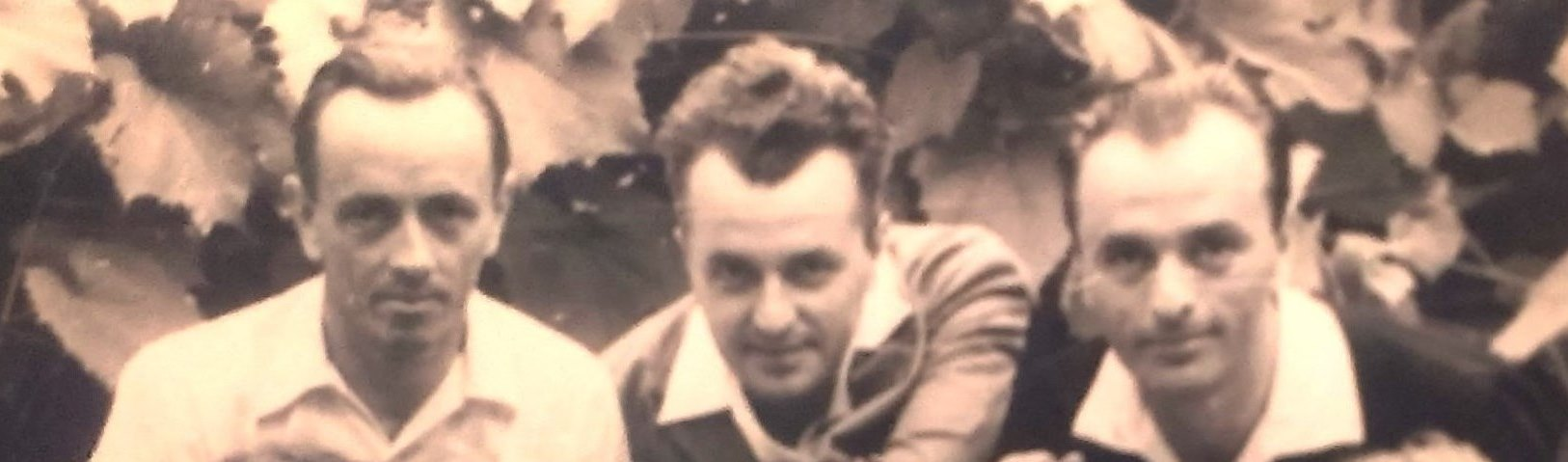
Igor Block, (primul din stânga) și Mircea Block (primul din dreapta), București, 1960.

Igor Block a debutat în 1939, la vârsta de 21 de ani, cu poeme publicate în volumul comun de
versuri intitulat Dragostea văzută de poeți. A urmat placheta de versuri Calea cu spini – poem
pentru țara pierdută, publicată la București în primăvara lui 1941, la un an de la dureroasa retragere a românilor din stânga Prutului, care au fost siliți să-și părăsească vatra strămoșească
în urma ultimatumului dat României pe 26 iunie 1940 de către Uniunea Sovietică.
Poeziile incluse în acest volum nu au titluri, fiind numerotate cu cifre romane. Poezia a VII-a
glăsuiește: Dece fug oamenii? Dece?/ Au, țara lor acuma care e?/ Spre care țărmuri îi alungă
soarta/ Și cine oare le-o deschide poarta?/ Dece fug oamenii pe drumul/ Pe care înserarea
nu-și mai așterne fumul, -/ Pe drumul pribegiilor din veac, / Cu sufletul de năzuinți sărac?/ Îl
cheamă oare zarea cenușie?/ Și încotro se ʼndreaptă, cine știe?/ Unde-o să-și facă osteniți
popasul/ Când nopții calde o să-i bată ceasul?/ Și ce rămîne ʼn urma lor? Rămîne/ Versul
baladelor bătrîne,/ Rămîn sub zări aducerile-aminte, / Și toate crucile de pe morminte.../
Dece fug oamenii pe drumul/ Pe care înserarea nu-și mai așterne fumul?/ Au, țara lor acuma
care e?/ Dece fug oamenii? Dece?

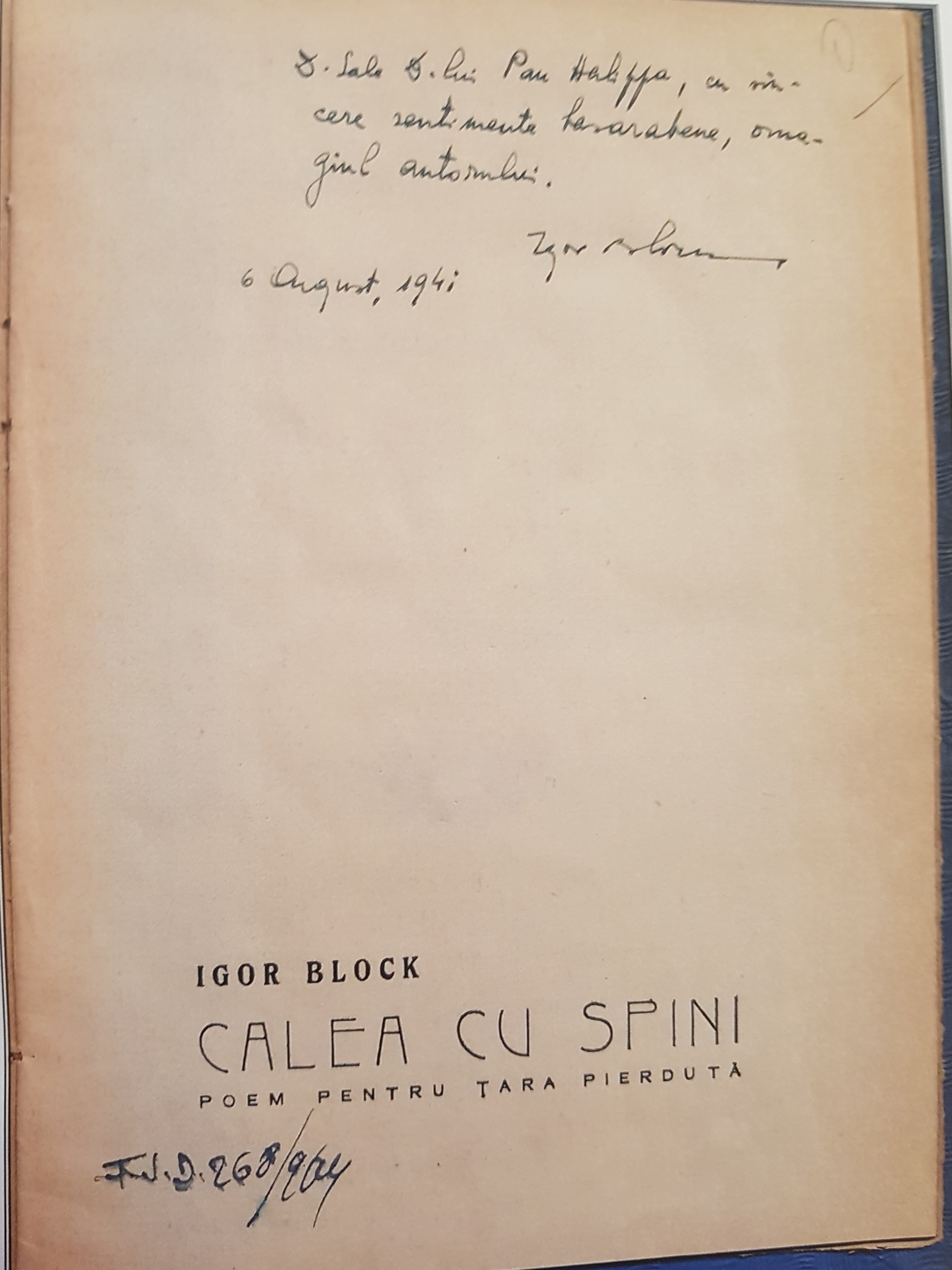
Autograful dat de către poetul Igor Block lui Pan Halippa, București, 6 august 1941.

Familia Block era în bune relații de prietenie cu Pan Halippa, Președintele Sfatului Țării de la
Chișinău. Poetul Igor Block i-a oferit volumul său Calea cu spini, cu următorul autograf: ”D.
Sale D.lui Pan Halippa, cu sincere sentimente basarabene, omagiul autorului. Igor Block. 6 august 1941.
Igor Block a scris un volum de poezie umoristică pe care l-a intitulat Romanițe și ciulini. În
timpul vieții a depus eforturi ca să îl publice, dar nu a reușit. Înainte să treacă la cele veșnice,
Igor Block a vizitat-o pe fosta sa cumnată și prietenă Angela Moldovan. I-a vorbit despre
insuccesul său de a publica volumul și i-a lăsat acesteia manuscrisul, cu rugămintea să-l
citească. Manuscrisul a rămas la Angela Moldovan, care i l-a dat, la rândul ei, autoarei cărții
Angela Moldovan – Privighetoarea României (2020, Iași). Manuscrisul nu a văzut încă
lumina tiparului, dar se poate da curs citirii a două dintre poeziile sale.
Prima poezie este intitulată MOMENT LITERAR: Și-a contenit oftatul saxofonul, / Chitara c-
un suspin a amuțit, / Și-à contre-coeur s-a sufocat trombonul/ În cruntul bateriei răpăit. /
Perechile docile ”ies din horă” - / Un intermediu poate arbitrar - / Cedînd cu dărnicie-un
sfert de oră/ Din dans pentru... momentul literar. / Și-ndată tinerețea-și temperează/ În
scaunele rînduite-ad-hoc, / Ca să asculte tot ce debitează, / Timid, un oarecare Igor Block. /
Și după-a Terpsichorei frenezie, / Cuminți, amicii, și deloc în silă, / Se lasă transportați de poezie/ Cu-aceeași dăruire juvenilă./ Prieteni, pizmuită tinerețe, / Nedeslușind pe-al vostru
chip regretul - /Chiar dacă asta-i simplă politețe - /Vă mulțumește călduros poetul!
A doua poezie poartă titlul ARMINDENI: E-n ajun de sărbătoare... /Ce festive-s străzile! /
Pîlcuri de caiși în floare/ Pavoazează ogrăzile. / Stelele discret punctează/ Marea boltă-a
cerului. / Într-un ritm solemn vibrează/ Viața cartierului./ Fremătînd de nerăbdare, / S-au
gătit grădinile, / Șiruri lungi de felinare/ Își aprind luminile. / Molcomă coboară seara/ Cu
nespusă grație, / Numai la Alimentara/ Încă-i animație. / Calmă, fără controverse, / Lumea-și
umple plasele; / Pleacă bunătăți diverse/ Pe la toate casele. / Geamurile, luminoase, / Nu și-
au tras perdelele; / Astăzi nu sunt somnoroase - / Stau la sfat cu stelele. / Ocupați în faptul
serii, / Nu fără emoție, / Se agită pionierii/ Ultima promoție. / Pentru marea sărbătoare/ Își
gătesc hăinuțele; / Mîine-or flutura în soare, / Roșii, băsmăluțele. / ... Minunata zi de-
Armindeni, / Falnică tradiție, / Își vestește pretutindeni/ Noua ei ediție.  

## Volume de poezii
- Block, Igor, (1940) Poeme, București.
- Volumul colectiv de versuri, (1939), Dragostea văzută de poeți, București.
- Block, Igor, (1941), Calea cu spini – poem pentru țara pierdută, Editura Adonis, București.
- Block, Igor, (1942), Calea cu flori – poem pentru marea întoarcere, Editura Adonis, București.
- Block, Igor, Romanițe și ciulini (manuscris).

## Legături externe
- Alexandru Burlacu - Literatura română din Basarabia: anii '20-'30
- Traduceri de Igor Block

## Vezi și
- Listă de traducători români
- Lista volumelor publicate în Colecția SF (Editura Tineretului)